# 王琢玉
王琢玉（1542年—1588年），字文珍，號崑源，山東東昌府莘縣人，軍籍，明朝政治人物。同進士出身。

## 生平
嘉靖四十三年（1564年）甲子科山東鄉試第七十五名舉人。隆慶二年（1568年）中式戊辰科會試第一百一名，三甲第二百零五名進士。刑部觀政，授成安县知县，六年十月选授广西道試御史，萬曆元年（1573年）三月督理两淮盐课，巡按雲南，六年出为思恩府知府，九年丁父忧归。起补长沙府知府，升山東都轉運鹽使司運使。丁憂歸，不復出仕。万历十六年病逝，享年四十七岁。

## 家族
曾祖王勤；祖父王實；父王國定（1520年-1581年），號雲廬，封文林郎廣西道監察御史；母李氏。具庆下。弟旒玉、執玉、瑷玉。